# Валевачский сельсовет
Валевачский сельсовет — административная единица на территории Червенского района Минской области Белоруссии.

## Состав
Валевачский сельсовет включает 23 населённых пункта:
- Первое Мая — деревня.
- Вишенька — деревня.
- Валевачи — агрогородок.
- Волковыск — деревня.
- Глинище — деревня.
- Гребёнка — деревня.
- Залесье — деревня.
- Запасенье — деревня.
- Згурск — деревня.
- Ильинка — деревня.
- Камейки — деревня.
- Карпиловка — деревня.
- Красная Гора — деревня.
- Красная Нива — деревня.
- Кривополье — деревня.
- Нежевка — деревня.
- Погулянка — деревня.
- Проварное — деревня.
- Слобода — деревня.
- Станево — деревня.
- Черноградь — агрогородок.
- Ягодка — деревня.
- Ялча — деревня.